# Obstgarten (Markenname)
Obstgarten ist eine Süßspeise auf Frischkäsebasis der Ehrmann AG. Bekannt wurde das Produkt als Gervais und später Danone Obstgarten durch seine Werbung in den späten 1970er bis in die frühen 1990er Jahre.
Die Fernsehspots zeigten einen Obstgarten-Esser und als Gegenpol den typischen Konsumenten anderer Zwischenmahlzeiten wie Pommes frites oder Sandwich. Ikonisch ist, dass der Esser der „schweren“ Mahlzeit sofort danach einen Druck im Bauch verspürt und durch den Fußboden nach unten bricht.
Der Werbung gelang es, den Obstgarten somit aus dem Marktsegment der Nachspeisen zu lösen und in das wesentlich größere Segment der Zwischenmahlzeiten einzuschleusen. Der Umsatz stieg in den Jahren zwischen 1978 und 1985 um 180 Prozent, die Werbespots sind in Deutschland noch sehr vielen Menschen ein Begriff. Für das Produkt warben unter anderem Reinhold Messner, Berti Vogts und Johannes B. Kerner. 2013 wurde für die Ehrmann AG ein Werbespot mit vergleichbarem Konzept produziert.
Am 15. September 2011 kündigte Danone an, die Marke Obstgarten an die Ehrmann AG zu verkaufen. Dieser Verkauf wurde Anfang 2012 abgeschlossen. In Österreich werden die Produkte weiterhin von Danone hergestellt und vertrieben.